# فهرست بی‌دین‌های برنده جایزه نوبل
این فهرست شامل برندگان جایزهٔ نوبلی است که خداناباور، ندانم‌گرا یا آزاداندیش یا به عبارت دیگر بی‌دین بوده‌اند. آلفرد نوبل بنیان‌گذار جایزه نوبل خود یک خداناباور بود.

## شیمی
- سوانت آرنیوس[۳]
- پل بویر[۴]
- جان کارنفورت[۵]
- فردریک ژولیو کوری[۶]
- ایرن ژولیو-کوری[۷]
- ریچارد ارنست[۸]
- هربرت هاپتمن[۹]
- رولد هافمن[۱۰]
- هارولد کروتو[۱۱]
- ژان-ماری لن[۱۲]
- پیتر دی میچل[۱۳]
- جرج اولاه[۱۴]
- ویلهلم اوستوالد[۱۵]
- لینوس پاولینگ[۱۶]: 336 [۱۷]
- ماکس پروتس[۱۸][۱۹]
- فردریک سنگر[۲۰]
- مایکل اسمیت[۲۱]
- هارولد یوری[۲۲]

## اقتصاد
- میلتون فریدمن[۲۳]
- جان هارسانی
- فریدریش آوگوست فون هایک[۲۴]
- جان فوربز نش[۲۵]
- آمارتیا سن[۲۶]

## ادبیات

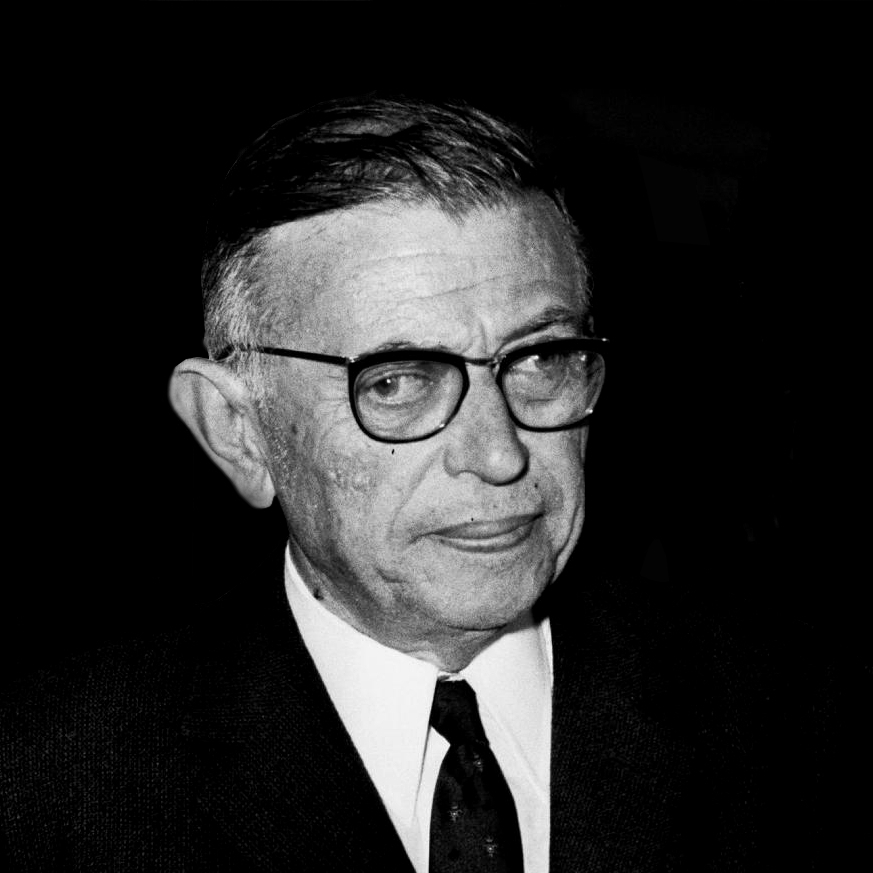
ژان-پل سارتر

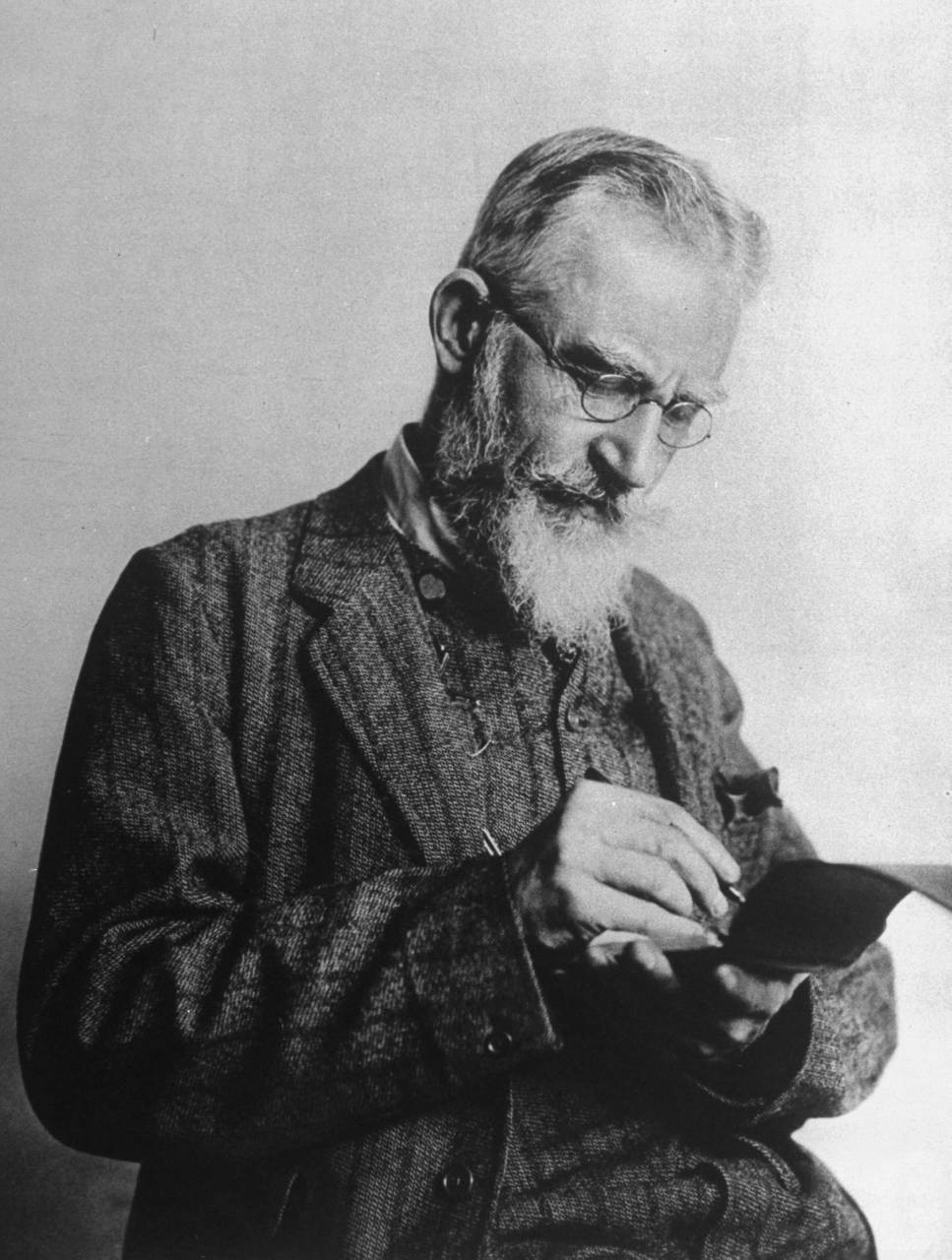
جرج برنارد شاو

- ساموئل بکت (۱۹۶۹)[۲۷]
- بیورنستیرن بیورنسون (۱۹۰۳)[۲۸]
- پرل باک (۱۹۳۸)[۲۹]: 58
- آلبر کامو[۳۰]
- آناتول فرانس[۳۱]
- جان گالزورثی (۱۹۳۲)[۳۲]
- داریو فو[۳۳]
- نادین گوردیمر[۳۴]
- گائو شینگجیان[۳۵]
- پابلو نرودا[۳۶]
- یوجین اونیل[۲۹]: 125 [۳۷]
- برتراند راسل[۱۶]: 27
- جرج برنارد شاو[۲۹]: 125
- ژان-پل سارتر[۳۸]
- وله سوینکا[۳۹][۴۰]
- جان استاین‌بک[۴۱][۴۲]
- ژوزه ساراماگو[۴۳]

## صلح
- نورمن آنجل (۱۹۳۳)[۴۴]
- کلاس آرنولدسون (۱۹۰۸)[۲۹]: 151
- میخائیل گورباچف[۴۵]
- لینوس پاولینگ[۱۶]: 336 [۱۷]
- آندره ساخاروف[۴۶][۴۷][۴۸]
- الی ویزل[۴۹]

## فیزیک

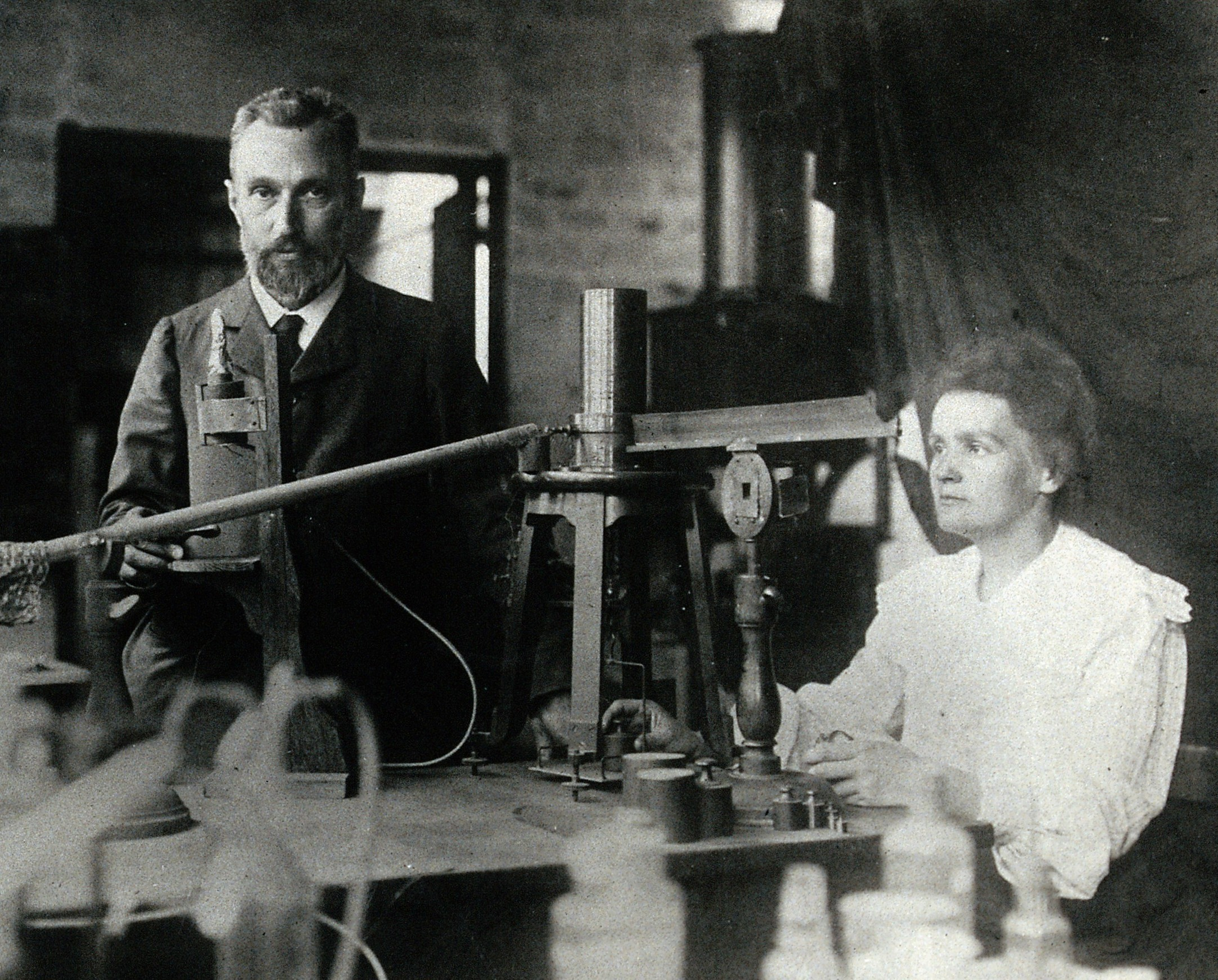
پیر کوری و ماری کوری

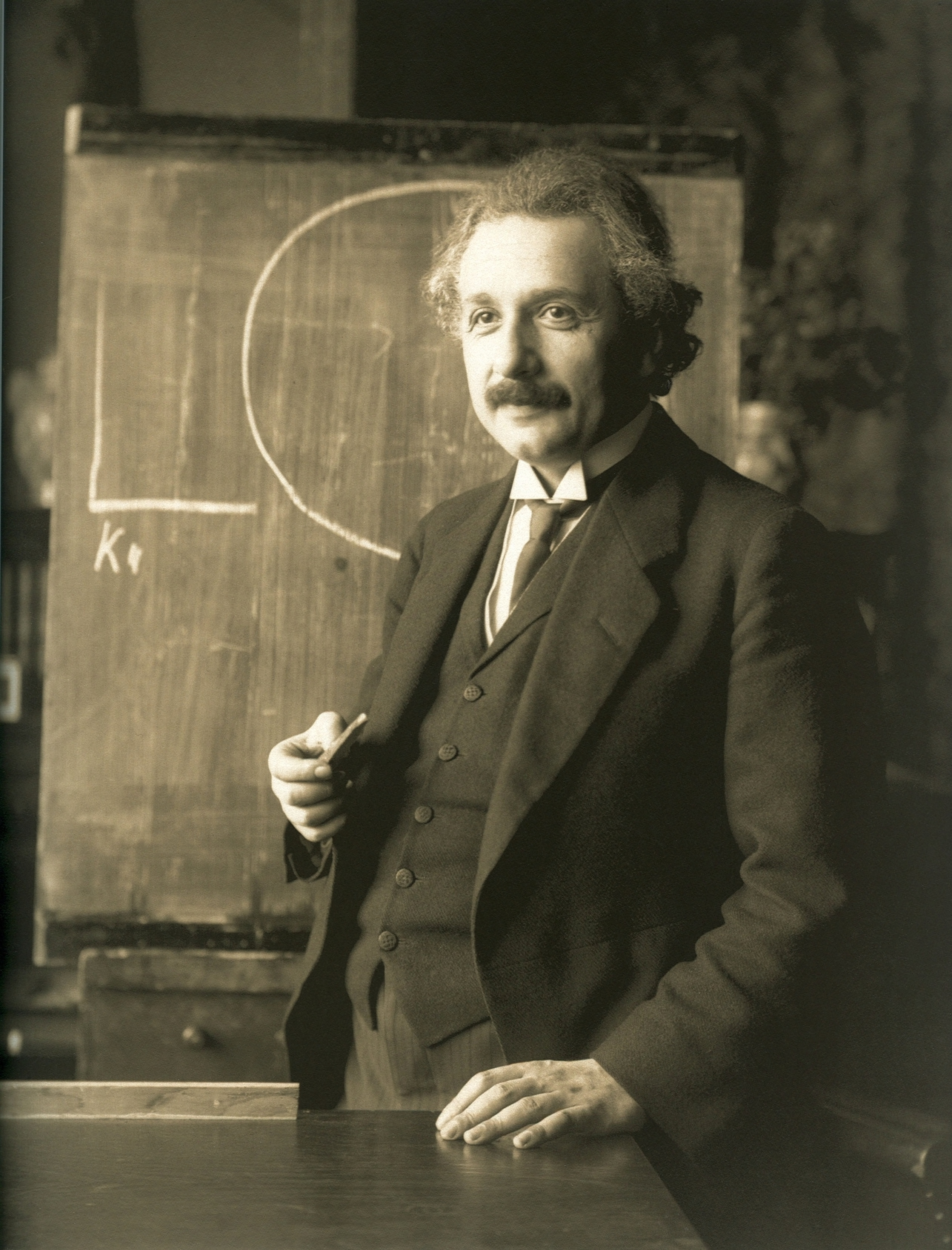
آلبرت اینشتین

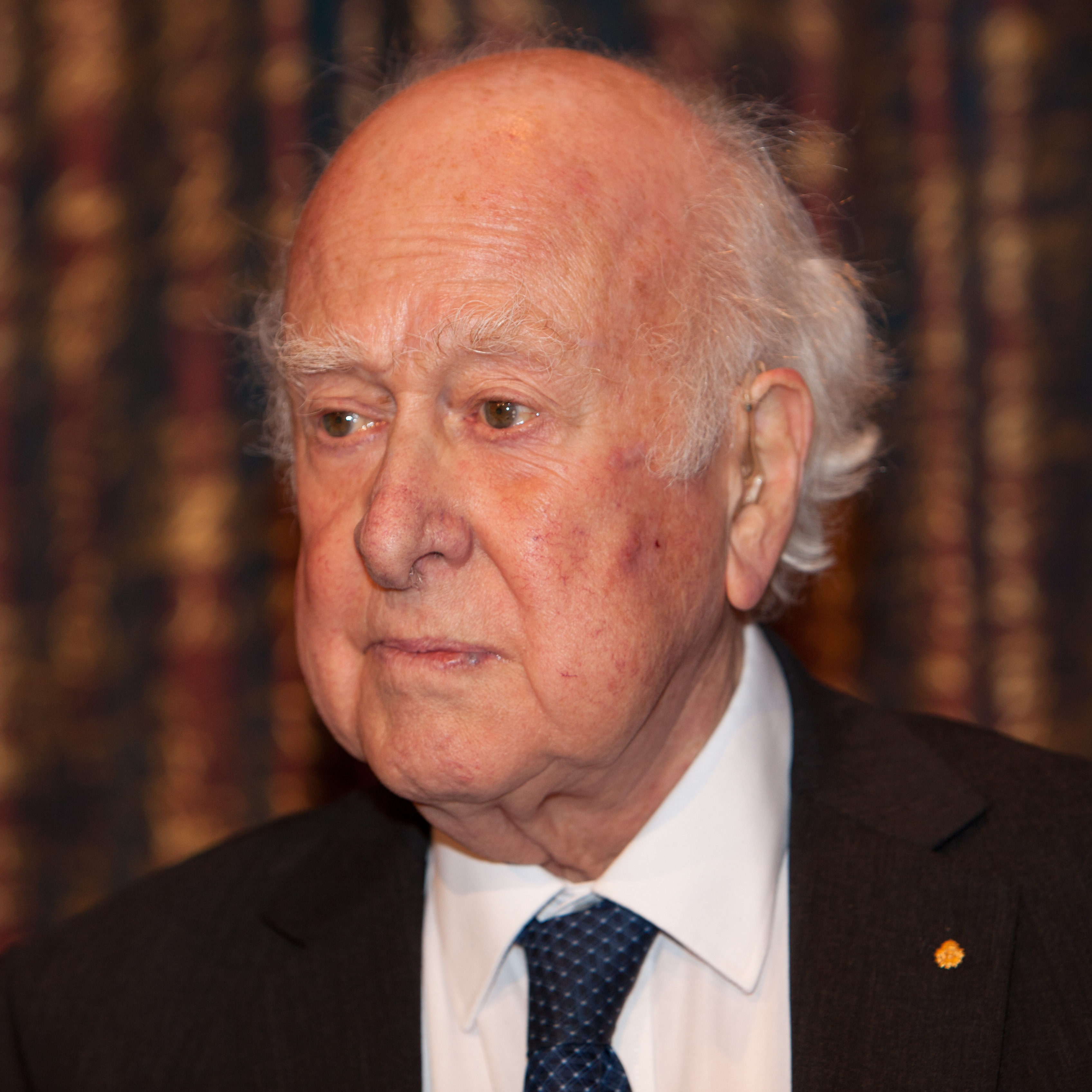
پیتر هیگز.

- ژورس آلفروف[۵۰][۵۱]
- هانس اولوف گوستا آلفون[۵۲][۵۳]
- فیلیپ وارن اندرسن[۲][۵۴]
- جان باردین[۲]
- هانس بیته[۲][۵۵]
- پاتریک بلاکت[۵۶]
- نیکولاس بلومبرگر[۸]
- نیلز بور[۲][۵۷][۵۸][۵۹]
- پرسی ویلیام بریجمن[۶۰][۶۱][۶۲]
- لویی دو بروی[۲]
- جیمز چدویک[۶۳]
- سوبرامانیان چاندراسخار[۲][۶۴]
- ماری کوری[۲]
- پیر کوری[۲]
- پل دیراک[۲][۱۶]: 325 [۶۵]
- آلبرت اینشتین[۲][۶۶]
- انریکو فرمی[۲]
- ریچارد فاینمن[۲][۱۶]: 328 [۶۷]
- وال لوگسدون فیچ[۶۸]
- جیمز فرانک[۶۹]
- دنیس گابور[۷۰][۷۱]
- ماری گل-من[۷۲]
- ویتالی لازاریویچ گینزبرگ[۷۳]
- روی جی. گلوبر[۸]
- پیتر هیگز[۷۴]
- خرارد توفت[۷۵][۷۶]
- هربرت کرومر[۷۷]
- لو لانداو[۲][۷۸]
- لئون لدرمن[۷۹][۸۰]
- آلبرت آبراهام مایکلسون[۸۱]
- کنستانتین نووسلف[۸۲]
- ژان باتیست پرن[۸۳]
- ایزیدور ایزاک رابی[۲]
- سی وی رامان[۲]
- ویلیام شاکلی[۲][۱۶]: 339
- اروین شرودینگر[۲][۸۴][۸۵]
- جرج اسموت[۸۶]
- جک اشتینبرگر[۸۷][۸۸]
- ایگور یوگنیویچ تام[۸۹][۹۰]
- یوهان دیدریک وان در والس[۲]
- یوجین ویگنر[۲]
- استیون واینبرگ[۲][۱۶]: 342 [۹۱]
- چن نینگ یانگ[۹۲]

## فیزیولوژی و پزشکی

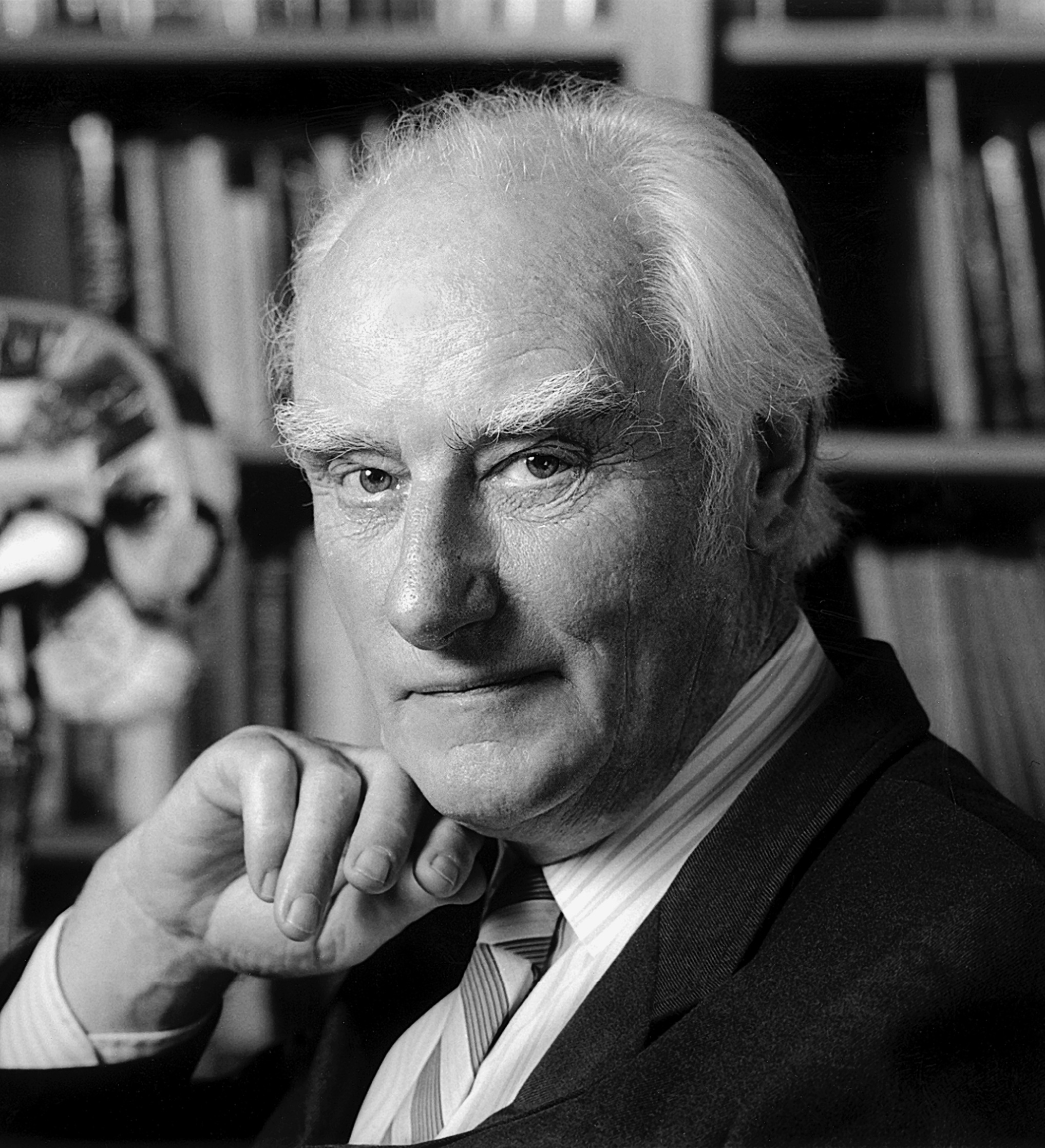
فرانسیس کریک

جرج بیدل

- جولیوس اکسلراد[۱۶]: 322 [۹۳]
- رابرت بارانی (۱۹۱۴)[۹۴]
- جرج بیدل[۹۵]
- جی. مایکل بیشاپ[۹۶]
- سیدنی برنر[۹۷]
- فرانسیس کریک[۹۸][۹۹][۱۰۰][۱۰۱][۱۰۲]
- مکس دلبروک[۱۰۳][۱۰۴]
- کریستین دو دوو[۱۰۵]
- هاوارد فلری[۱۰۶]
- کامیلو گلجی[۱۰۷]
- فردریک گولاند هاپکینز[۱۰۸]
- اندرو هاکسلی[۱۰۹]
- فرانسوا ژاکوب[۱۱۰]
- پال لاتربور.[۱۱۱]
- چارلز لاورن[۱۱۲][۱۱۳]
- پیتر مداوار[۱۱۴]
- ژاک مونو[۱۱۵]
- توماس هانت مورگان[۱۱۶]
- هرمان جوزف مولر[۱۱۷]
- ایلیا مچنیکو[۱۱۸]
- ریتا لوی مونتالچینی[۱۱۹]
- پائول نرس[۱۲۰]
- ایوان پاولف[۱۲۱]
- ریچارد رابرتس[۱۲۲]
- جان سالستن[۱۲۳][۱۲۴]
- آلبرت سنت-گیورگی[۱۲۵]
- نیکلاس تینبرگن[۱۲۶]
- جیمز واتسون[۱۲۷]